# Delirant
Els delirants són una classe d'al·lucinògens. El terme va ser introduït per David F. Duncan i Robert S. Gold per distingir aquestes drogues de psicodèlics i dissociatius, com ara LSD i ketamina, respectivament, a causa del seu efecte principal de provocar deliri, que els diferencia dels estats més lúcids produïts pels al·lucinògens psicodèlics i dissociatius. El terme s'utilitza generalment per referir-se a medicaments anticolinèrgics que són substàncies que inhibeixen la funció del neurotransmissor acetilcolina. Entre els exemples habituals de delirants es troben plantes del gènere Datura, així com dosis superiors a les recomanades de difenhidramina.]